# Deuel County (Nebraska)
Deuel County is een county in de Amerikaanse staat Nebraska.
De county heeft een landoppervlakte van 1.139 km² en telt 2.098 inwoners (volkstelling 2000). De hoofdplaats is Chappell.

## Bevolkingsontwikkeling

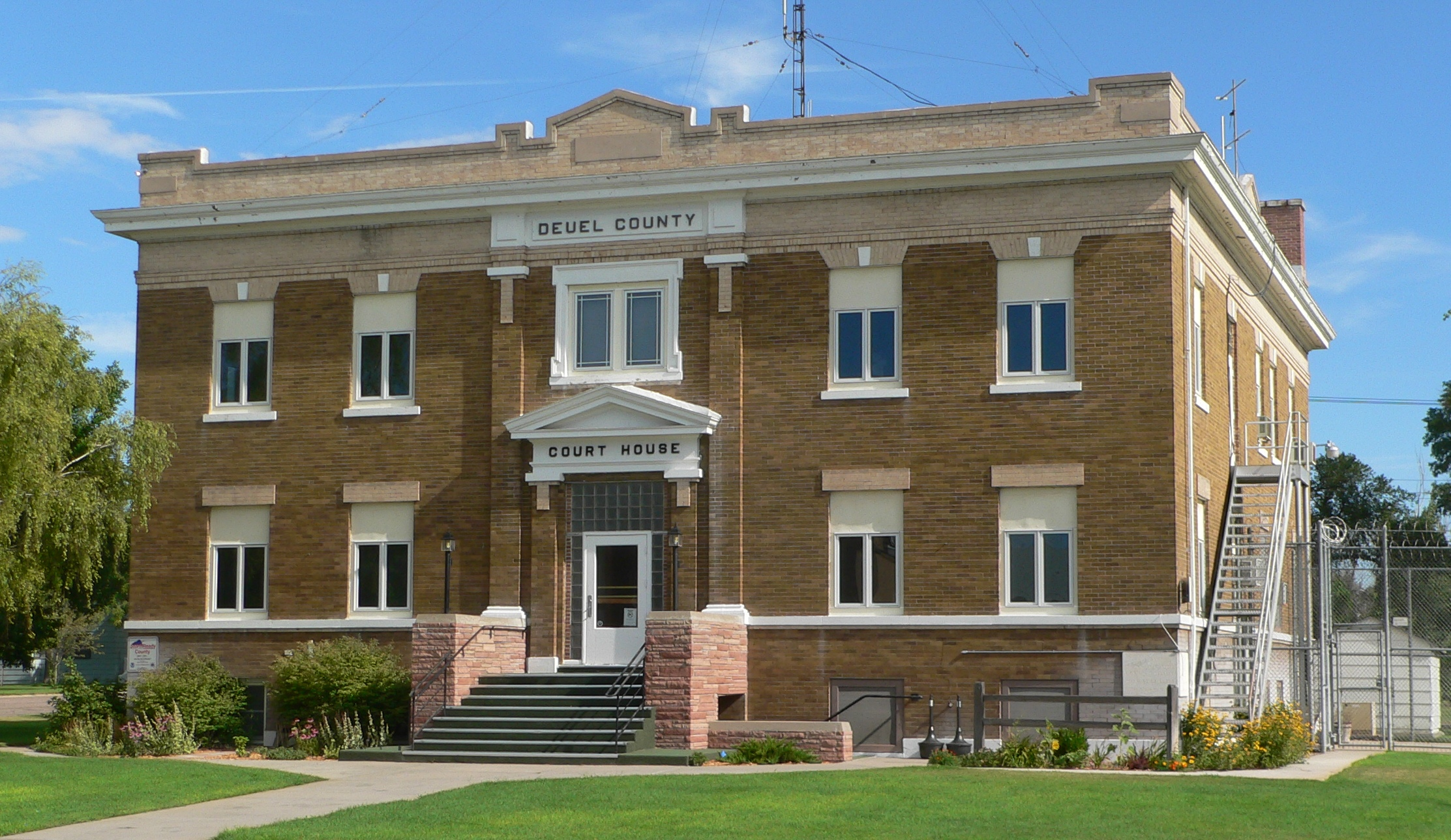
Deuel County Courthouse